# Tā moko

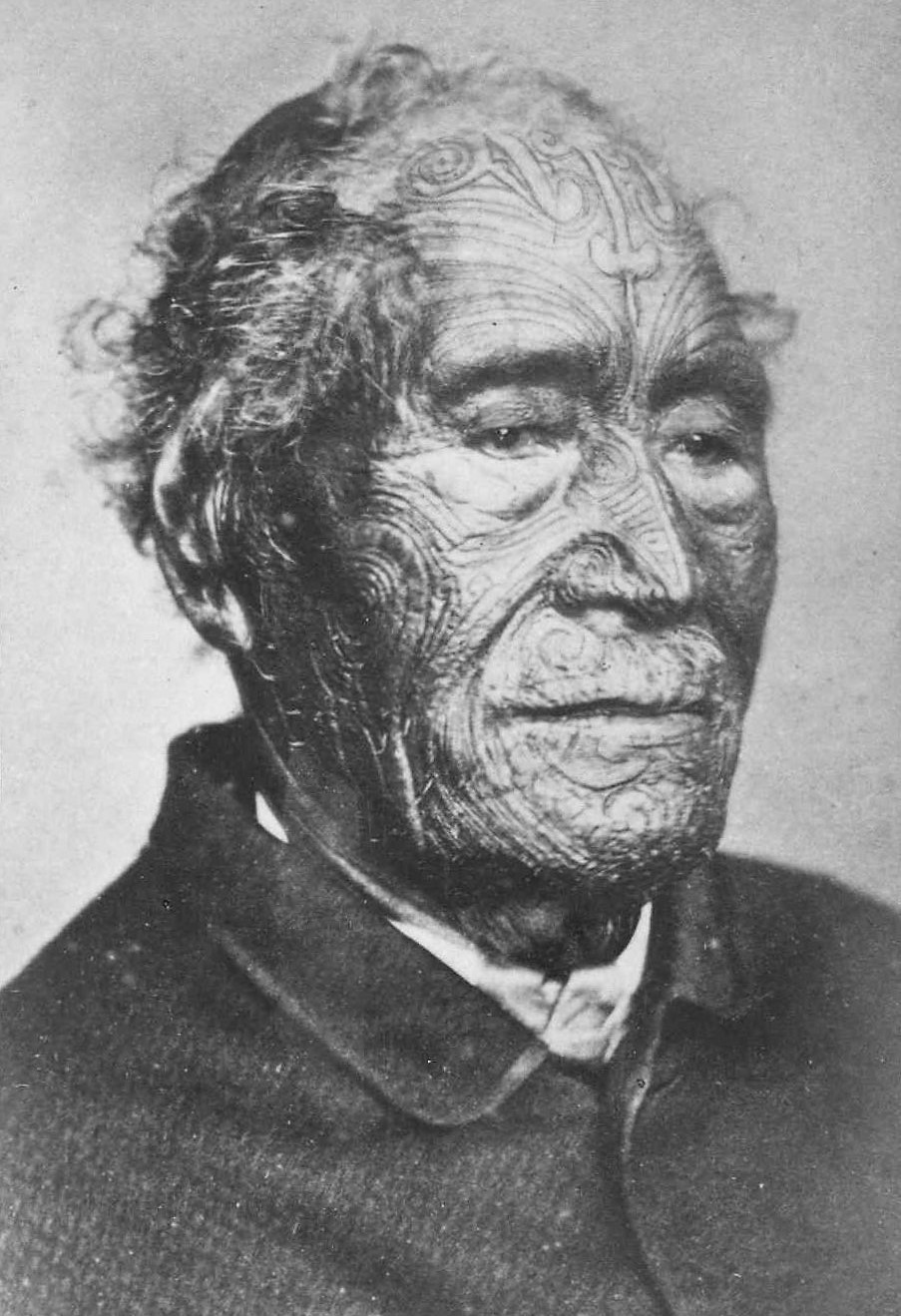
Tāmati Wāka Nene, ca. 1870

Tā moko ist die dauerhafte Verzierung des Körpers und Gesichts der Māori, des indigenen Volkes Neuseelands. Es unterscheidet sich von der allgemein verbreiteten Form der Tätowierung insofern, als es nicht mittels vieler kleiner Punkte und Stiche aufgetragen wird, sondern mit Kratz- und Schabwerkzeugen. Die Haut mit Moko trägt narbige Erhebungen und ist nicht mehr glatt und weich. Diese Tradition wurde von den Māori aus ihrer polynesischen Heimat Hawaiki mitgebracht, ihre Methoden und Muster sind ähnlich denen in anderen Teilen Polynesiens.

## Bedeutung

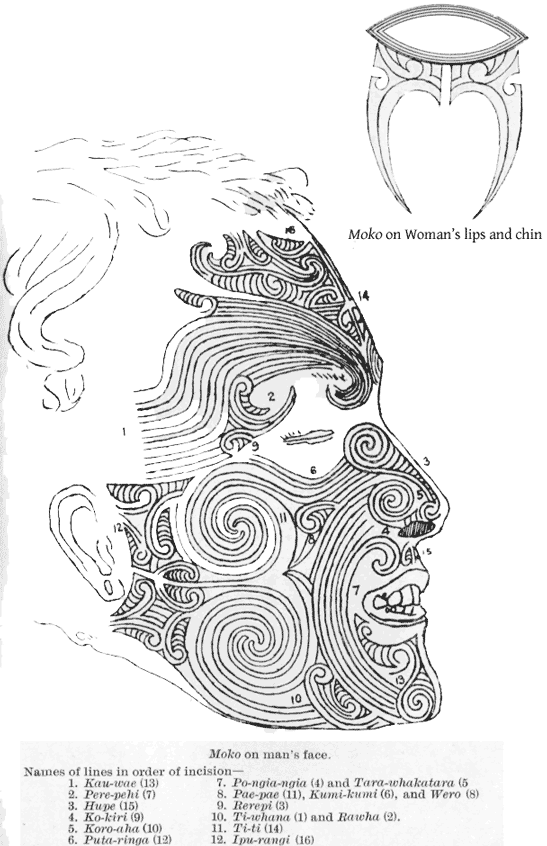
Bezeichnung der Linien

Bevor die Europäer nach Neuseeland kamen, trugen praktisch alle hochrangigen Māori Moko. Māori ohne Moko galten als solche von niedrigem sozialen Status. Das Erhalten des Moko kennzeichnete einen wichtigen Lebensabschnitt im Übergang von der Kindheit zum Erwachsenendasein und wurde von vielen Ritualen begleitet. Das Moko selbst beinhaltet eine Art Code, der Aussagen über Herkunft und Rang des Trägers zulässt.
Zudem galten Moko als attraktiv. Männer trugen Moko vor allem im Gesicht, auf Oberschenkeln und Gesäß, manchmal auch auf Rücken und Waden. Frauen trugen Moko auf den Lippen und am Kinn („Moko Kauae“), manchmal auf der Stirn sowie auf Rücken und Schenkeln.
In den Musketenkriegen wurden Mokomokai (auch Toi Moko genannt), tätowierte Schädel von Maori-Kriegern, als Zahlungsmittel für Schusswaffen benutzt.

## Instrumente
Ursprünglich benutzten die Tohunga-ta-moko (Tätowierer) verschiedene Schaber und Kratzer aus den Knochen des Albatros, versehen mit einem Griff. Die Farbpigmente für den Körper wurden aus Awheto hergestellt – einem aus Fruchtkörpern des Pilzes Cordyceps robertsii gewonnenen Stoff – die dunkleren fürs Gesicht aus Ngaheru, verkohltem Holz. Die Farbpigmente wurden in Schmuckkästchen namens oko aufbewahrt und von Generation zu Generation weitergegeben. In der Regel waren die Tätowierer Männer.

## Tā moko heute

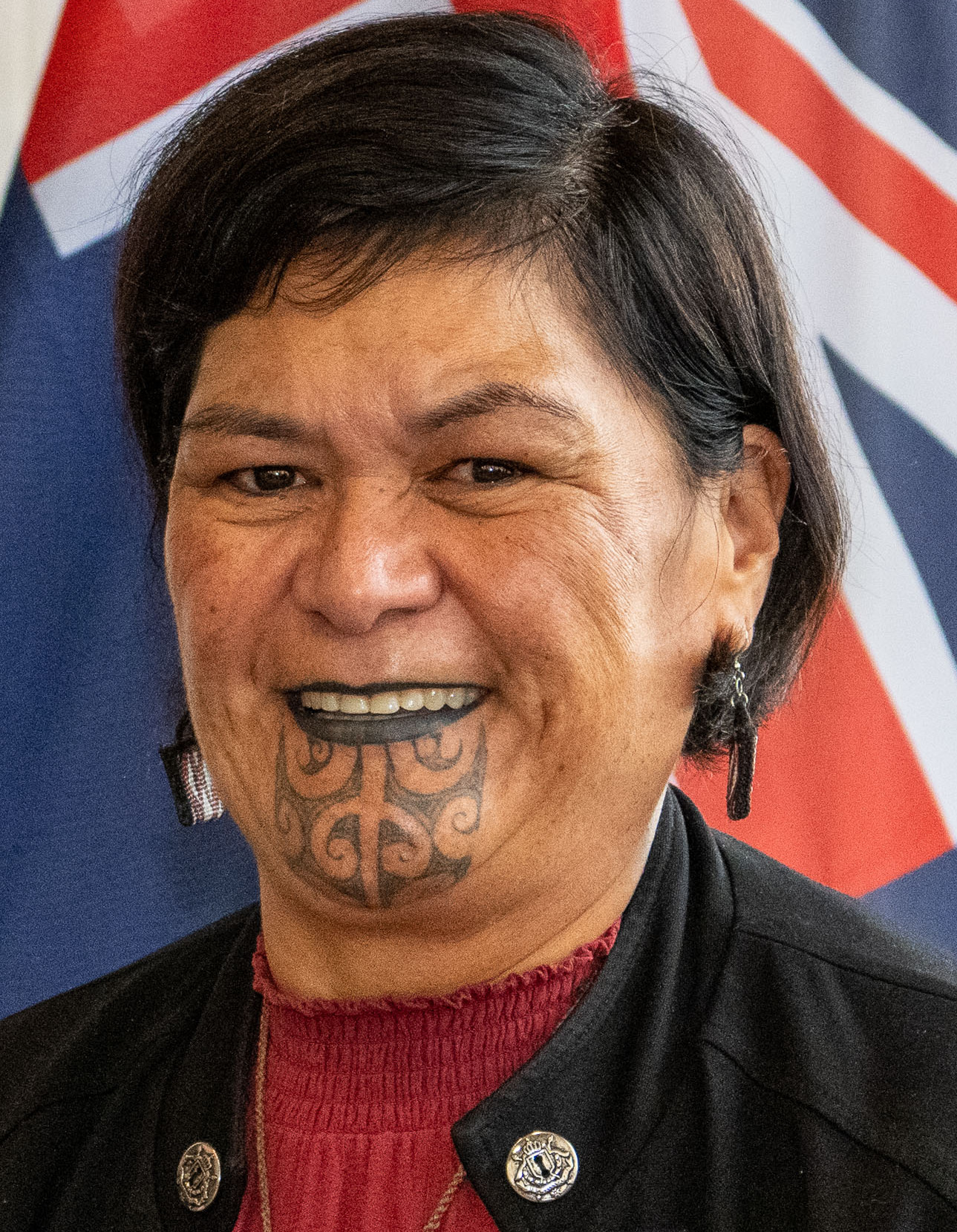
Politikerin Nanaia Mahuta mit tätowiertem Moko Kauae

Seit 1990 erlebt Tā moko eine Renaissance – sowohl bei Männern als auch bei Frauen – als Zeichen der Identität und im Rahmen des allgemeinen Wiederauflebens der Sprache und Kultur der Māori. Jedoch werden die Muster heute tätowiert, nicht mehr mit Schabern in die Haut gekratzt. Nicht alle Moko sind allerdings dauerhaft, vor allem im Zusammenhang mit touristischen Veranstaltungen bestehen die Moko im Gesicht oft aus aufgetragener Farbe.

## Tā moko in der Kunst
Bekannt für detaillierte Tā moko-Portraitgemälde waren die Maler Gottfried Lindauer und C. F. Goldie.